# Svenska Björn
Svenska Björn este o arie protejată (arie specială de conservare — SAC, sit de importanță comunitară — SCI) din Suedia întinsă pe o suprafață de 3.980,2 ha, integral pe uscat.

## Localizare
Centrul sitului Svenska Björn este situat la coordonatele 59°37′00″N 19°36′08″E / 59.6166°N 19.6023°E.

## Înființare
Situl Svenska Björn a fost declarat sit de importanță comunitară în ianuarie 1998 pentru a proteja 1 specie de animale. Situl a fost protejat și ca arie specială de conservare în martie 2011.

## Biodiversitate
Situată în ecoregiunile boreală și marină baltică, aria protejată conține 2 habitate naturale: Recifuri, Insulițe și insule mici din Baltica boreală.
La baza desemnării sitului se află o specie protejată de  mamifere: Halichoerus grypus.